# Cidadela de Co Loa
Cidadela Cổ Loa Citadel (Cổ Loa Thành ou Thành Cổ Loa) é uma cidadela construída próxima de Phong Khe, cerca de 20 km ao norte da atual Hanói, durante o fim da Dinastia Hồng Bàng (cerca de 257 a.C.). A fortaleza é um complexo de formato espiral da então nova capital. Seu nome é derivado do Sino-Vietnamita e significa "espiral antiga". O local tem sido fonte de descoberta de várias relíquias da Cultura Dong Son da Idade do Bronze.